# Ostromice
Ostromice (deutsch Wustermitz) ist ein Dorf in der polnischen Woiwodschaft Westpommern und gehört zur Stadt- und Landgemeinde Wolin (Wollin) im Powiat Kamieński (Kreis Cammin in Pommern).

## Geographische Lage
Das Dorf liegt in Hinterpommern, etwa 66 km nördlich von Stettin, 26 km ostsüdöstlich von Świnoujście (Swinemünde), 9 km ostsüdöstlich der Stadt Wolin (Wollin) und 3 km östlich des Dorfs Mierzęcin (Martenthin).

## Geschichte
Das Dorf Wustermitz war früher ein Lehen, das die Familie Flemming besaß. Um 1784 gab es in Wustermitz acht Vollbauern, einen Halbbauern, zwei Kossäten, einen Gasthof, eine Schmiede, einen Schulmeister und insgesamt 25 Haushaltungen. Das Dorf bestand zum damaligen Zeitpunkt aus vier Teilen, A, B, C und D. Wustermitz A mit zwei Bauern, einem Halbbauern und einem Kossäten besaß der Generalmajor Heinrich Ludwig von Flemming als Zubehöhr zu seinem Gut Martenthin A. Wustermitz B mit drei Bauern und einem Kossäten war Zubehöhr des Gutes Martenthin B, das die Kinder des verstorbenen Majors Friedrich Wilhelm von Flemming besaßen. Wustermitz C gehörte dem Landmarschall Carl Friedrich von Flemming. Wustermitz D gehörte dem Oberstlieutenant Johann Ernst von Plötz.

Dörfliche Impressionen
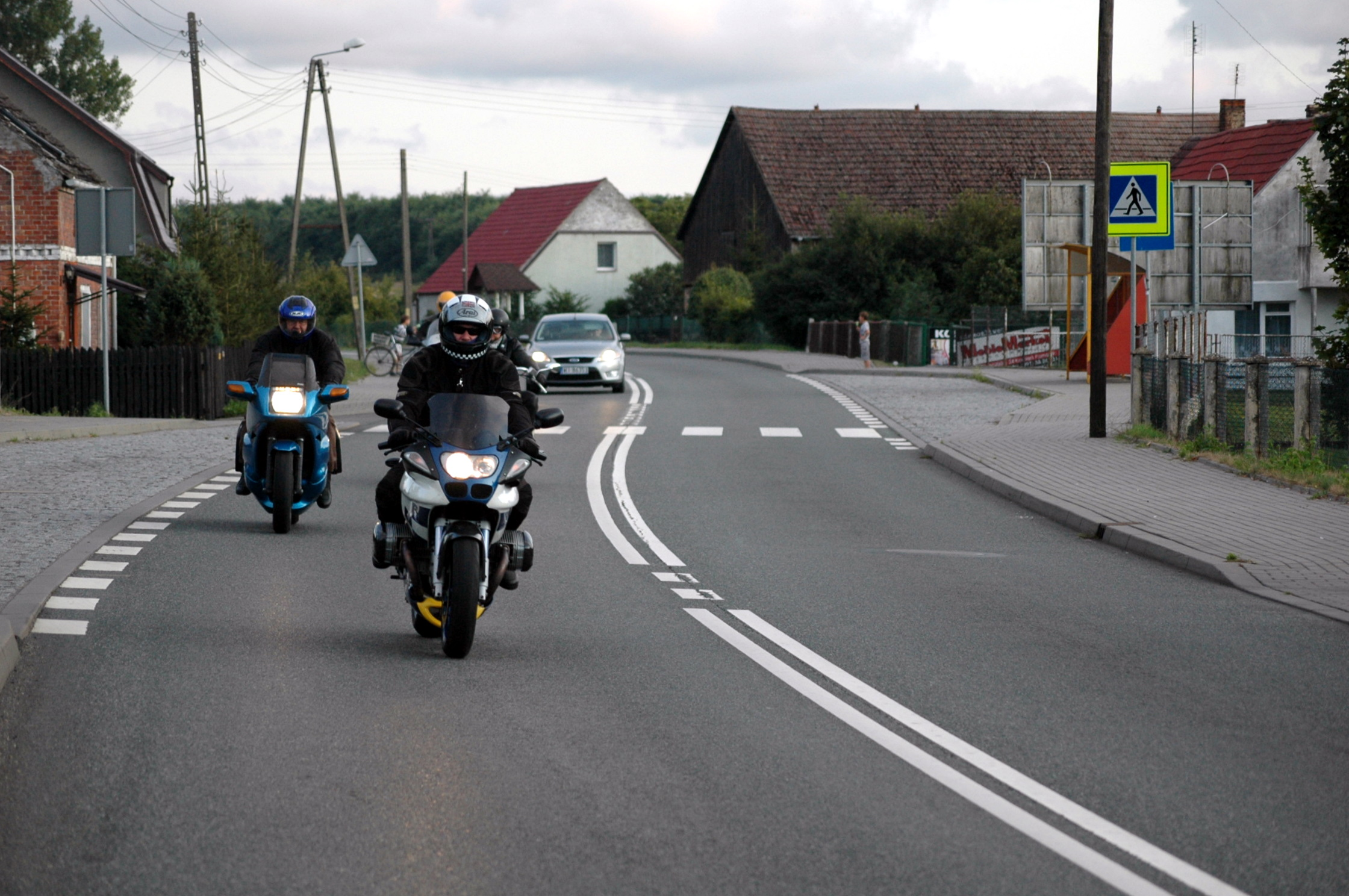
Ortsdurchfahrt (2009)
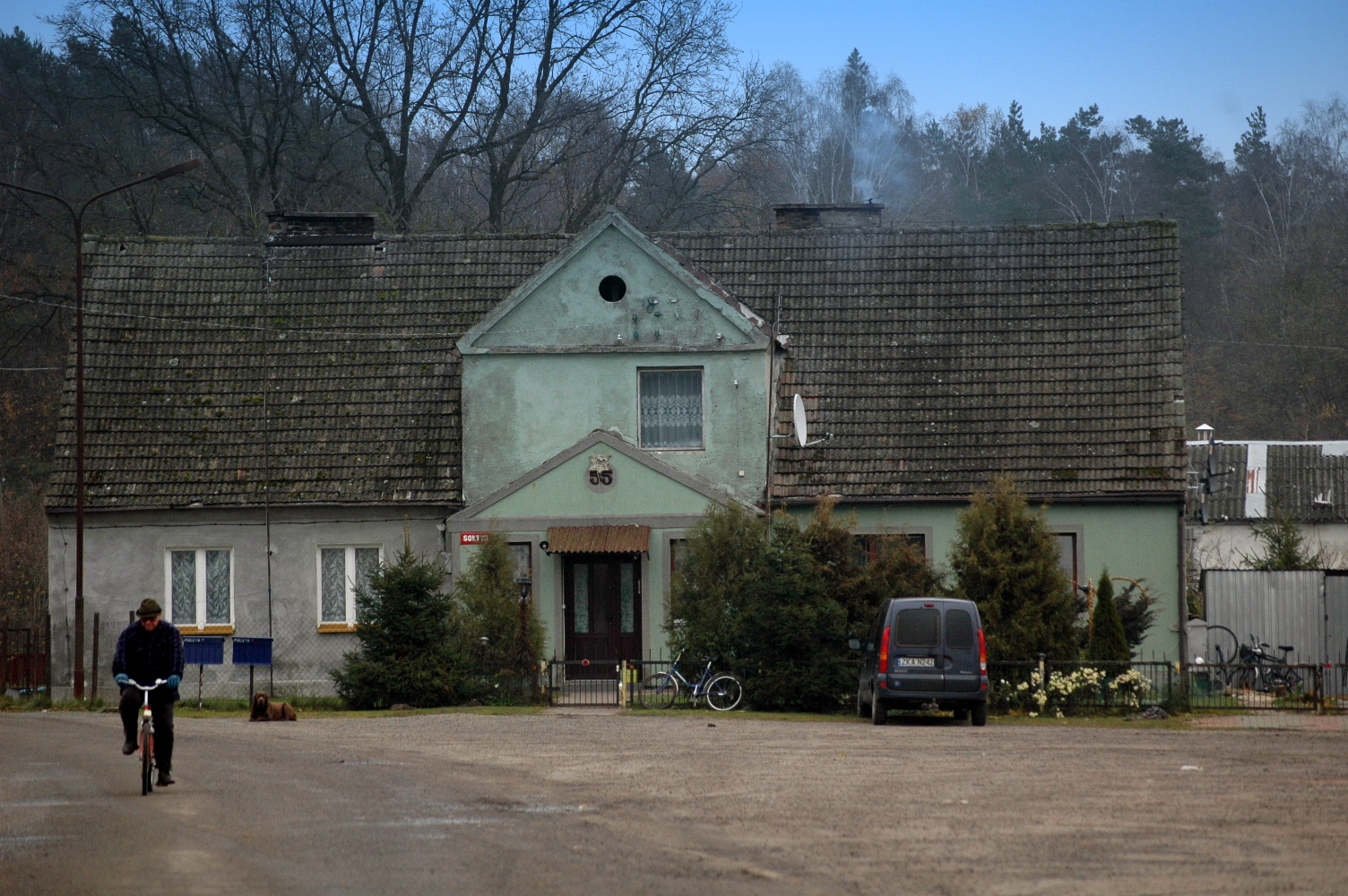
Wohnhaus (2009)
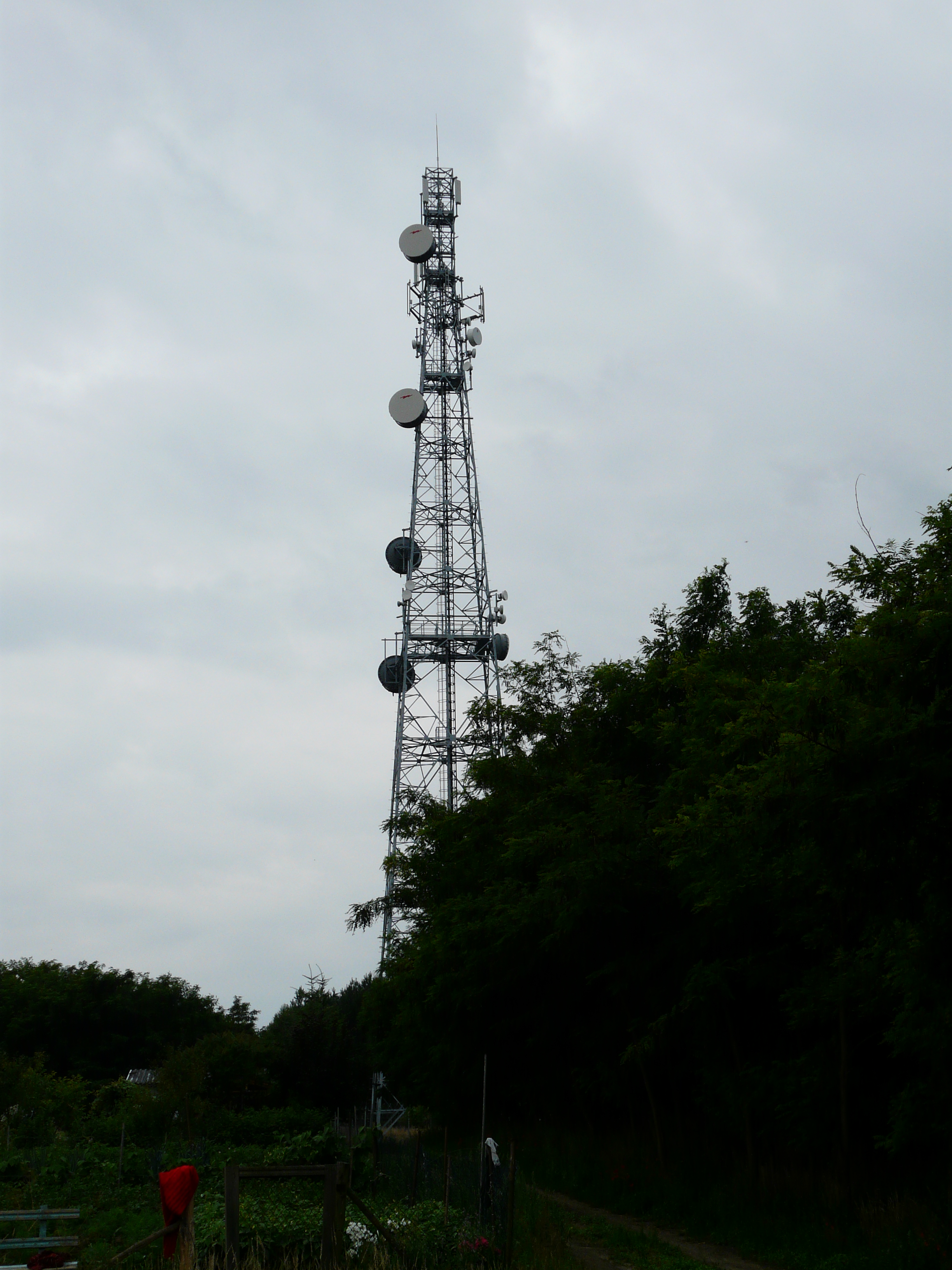
Antennenmast
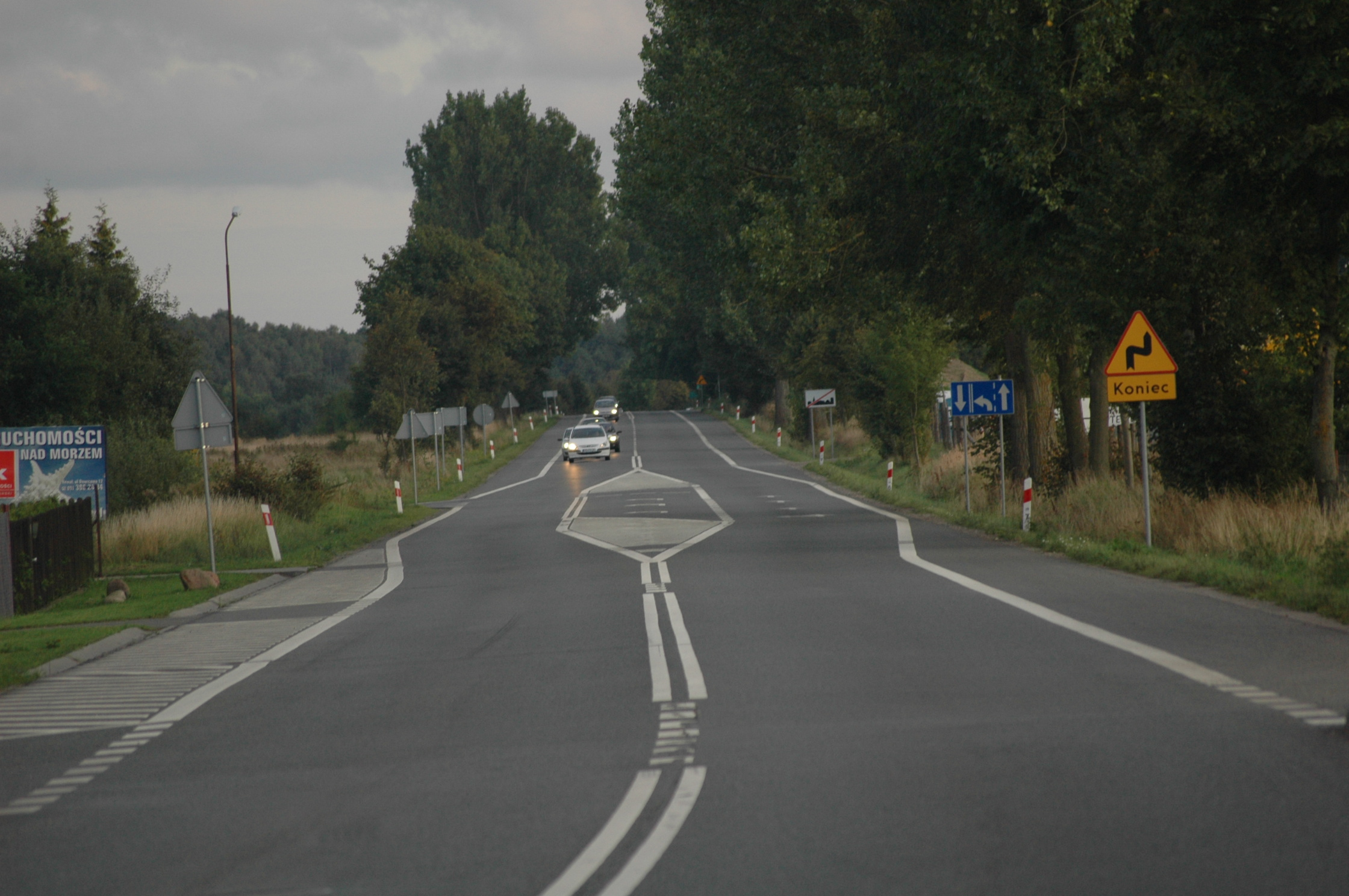
Landesstraße 3 (2009)

Anfang der 1930er Jahre hatte die Gemarkung der Gemeinde Wustermitz eine Fläche von 16,9 km², und auf dem Gemeindegebiet standen insgesamt 73 bewohnte Wohnhäuser an sieben verschiedenen Wohnstätten:
1. Bahnhof Parlowkrug
2. Forsthaus Stregow
3. Karlsberg
4. Parlow
5. Parlowkrug
6. Stregow
7. Wustermitz

Nach dem Ort Parlow, einem späteren Rittergut, das am 30. Dezember 1927 eingemeindet worden war, hatte sich die erstmals im 15. Jahrhundert urkundlich erwähnte und 1805 im Mannesstamm ausgestorbene hinterpommersche Familie von Parlow benannt, die außerdem noch die Hauptgüter Alt Tessin, Drammin und Milchow besaß.
Die Einwohnerzahl von Wustermitz hat sich im Zeitraum von 1905 bis 1939 fast verdoppelt: 1905 = 271, 1910 = 286, 1933 = 510, 1939 = 473.
Bis 1945 gehörte die Gemeinde Wustermitz zum Landkreis Cammin i. Pom. im Regierungsbezirk Stettin der preußischen Provinz Pommern des Deutschen Reichs. Bis 1945 war Wustermitz auch Sitz eines Standesamts. Die Gemeinde Wustermitz war dem Amtsbezirk Martenthin angegliedert.
Nach Ende der Kampfhandlungen des Zweiten Weltkriegs wurde die Region seitens der sowjetischen Besatzungsmacht der Volksrepublik Polen zur Verwaltung überlassen. Bald danach erschienen Polen, die die Häuser und Gehöfte übernahmen. Die deutsche Dorfbevölkerung wurde von den Polen vertrieben.
Heute ist Ostromice ein Ortsteil der Gmina Wolin im Powiat Kamieński der Woiwodschaft Westpommern (1975 bis 1998 Woiwodschaft Stettin). Das Dorf hat heute etwa 500 Einwohner.

### Kirche
Wustermitz war vor 1945 Teil des evangelischen Kirchspiels Martenthin (heute polnisch: Mierzęcin) im Kirchenkreis Wollin (Wolin) in der Kirchenprovinz Pommern der Kirche der Altpreußischen Union. Heute gehört Ostromice zur Parochie Stettin in der Diözese Breslau der Evangelisch-Augsburgischen Kirche in Polen. Katholischerseits gehört der Ort zum Dekanat Golczewo (Gülzow) im Erzbistum Stettin-Cammin der Römisch-katholischen Kirche in Polen.

## Verkehr
Der Ort liegt verkehrsgünstig an der polnischen Landesstraße 3 (ehemalige deutsche Reichsstraße 111, heute auch Europastraße 65), die von Świnoujście (Swinemünde) bis ins schlesische Jakuszyce (Jakobsthal) an der tschechischen Grenze führt. Die Kreisstadt Kamień Pomorski (Minicam) ist über Parlówko (Parlowkrug) (3 km) und die Woiwodschaftsstraße 107 (ehemalige Reichsstraße 165) in 20 Kilometern zu erreichen. 
Parlówko ist auch die nächste Bahnstation an der PKP-Linie Stettin-Świnoujście (Stettin – Swinemünde).

## Trivia
Ein Denkmal an der Landesstraße 3 erinnert an einen schweren Verkehrsunfall: Am 17. August 1998 verloren hier die beiden polnischen Leichtathleten und Olympiasieger Tadeusz Ślusarski und Władysław Komar sowie Jaroslaw Marzec, von einem Sportfest kommend, bei einem Autounfall ihr Leben. 